# Saison 5 de Gossip Girl
Chronologie
Saison 4 Saison 6
Cet article présente la cinquième saison de la série télévisée Gossip Girl.

## Synopsis
La cinquième saison débute à Los Angeles où Chuck et Nate décident de rendre visite à Serena. Blair retourne à New York pour préparer son mariage et Dan découvre les conséquences d'écrire un livre sur ses proches et sa vie dans l’Upper East Side.

## Distribution

### Acteurs principaux
- Blake Lively (VF : Élisabeth Ventura) : Serena Van Der Woodsen alias S.
- Leighton Meester (VF : Laëtitia Godès) : Blair Waldorf alias B.
- Penn Badgley (VF : Anatole de Bodinat) : Dan Humphrey alias D., le « Garçon solitaire » ou « Humphrey »
- Chace Crawford (VF : Rémi Bichet) : Nathaniel « Nate » Archibald alias N.
- Ed Westwick (VF : Nessym Guetat) : Charles « Chuck » Bass alias C.
- Kaylee Defer (VF : Caroline Pascal) : Charlie Rhodes / Ivy Dickens
- Kelly Rutherford (VF : Céline Duhamel) : Lilian « Lily » Van Der Woodsen
- Matthew Settle (VF : Emmanuel Gradi) : Rufus Humphrey
- Kristen Bell (VF : Chloé Berthier) : Gossip Girl (voix off)

### Acteurs récurrents et invités
- Michelle Trachtenberg (VF : Chantal Macé) : Georgina Sparks
- Hugo Becker (VF : lui-même) : Louis Grimaldi
- Joanne Whalley (VF : Catherine Lafond) : Princesse Sophie
- Roxane Mesquida (VF : Anouck Hautbois) : Béatrice Grimaldi
- Zuzanna Szadkowski (VF : Dorothée Jemma) : Dorota Kishlovsky
- Aaron Schwartz (en) (VF : Jérôme Berthoud) : Vanya
- Margaret Colin (VF : Annie Sinigalia) : Eleanor Waldorf
- Wallace Shawn (VF : Patrice Dozier) : Cyrus Rose
- John Shea (VF : Michel Papineschi) : Harold Waldorf
- William Baldwin (VF : Xavier Fagnon) : William Van der Woodsen
- Caroline Lagerfelt (VF : Françoise Pavy) : Celia Catherine « CeCe » Rhodes
- Sheila Kelley (VF : Marjorie Frantz) : Carol Rhodes, la sœur de Lily
- Ella Rae Peck (VF : Lutèce Ragueneau) : Charlotte « Lola » Rhodes
- Nan Zhang (VF : Jessica Barrier) : Kati Farkas
- Amanda Setton (VF : Marie Millet) : Penelope Shafai
- James Naughton (VF : Pierre Dourlens) : William Vanderbilt
- Aaron Tveit (VF : Jérémy Prévost) : William Sebastien « Seb » Vanderbilt
- Desmond Harrington (VF : Stéphane Fourreau) : Jack Bass
- Robert John Burke (VF : Guillaume Orsat) : Bart Bass
- Elizabeth Hurley (VF : Rafaèle Moutier) : Diana Payne
- Brian J. Smith : Max
- Michael Michele : Serena's boss
- Marc Menard (en) : Père Cavalia

## Production
The CW a officiellement renouvelé la série pour une cinquième saison le 26 avril 2011.
Le 19 mai 2011, The CW a annoncé que la série sera toujours diffusé le lundi mais une heure plus tôt (20 h sur la côte Est, 19 h dans le centre des États-Unis) et précèdera la série Hart of Dixie, produite par les producteurs de Gossip Girl Josh Schwartz et Stephanie Savage. La cinquième saison sera diffusée à partir du lundi 26 septembre 2011.
Le tournage de la saison a débuté le 7 juillet 2011.
Le 4 août 2011, il a été annoncé que la cinquième saison serait composée de 24 épisodes, soit deux épisodes supplémentaires par rapport à la quatrième saison, en raison des rediffusions en milieu de saison qui font fuir le public.

### Distribution
Blake Lively, Leighton Meester, Penn Badgley, Chace Crawford, Ed Westwick, Kelly Rutherford et Matthew Settle restent en tant qu'acteurs principaux dans la série. Kaylee Defer fera également partie des acteurs principaux, tandis que Taylor Momsen et Jessica Szohr ne reviendront qu'en tant qu'invité-vedettes.
Le 6 avril 2011, l’acteur Ethan Peck de la série 10 Things I Hate About You a décroché un rôle d'invité-vedette dans la série. Peck a fait ses débuts dans l'épisode final de la quatrième saison et a été en pourparlers avec les producteurs pour un rôle récurrent dans la cinquième saison,. L'actrice française Roxane Mesquida a été engagée pour jouer le rôle de la sœur de Louis et la « némésis » de Blair dans un rôle récurrent dans la cinquième saison. L'actrice Elizabeth Hurley jouera une magnat des médias, Diana Payne, et sera dans un arc de plusieurs épisodes.

« L'arrivée de Diana dans l'Upper East Side va changer la vie de tous nos personnages, y compris et surtout, Gossip Girl elle-même. »

— Stephanie Savage et Joshua Safran
L'acteur de Lost Marc Ménard rejoint également le casting dans le rôle du Père Cavalia, un beau prêtre de Monaco qui présidera le mariage de Blair. Brian J. Smith jouera le rôle d'un éventuel soupirant de Serena, alors qu'elle est à Los Angeles.

## Liste des épisodes

### Épisode 1:Dire «oui»
- États-Unis : 26 septembre 2011
- Québec : 28 août 2012 sur VRAK.TV
- Suisse : date inconnue sur TSR1
- Belgique : date inconnue sur La Deux
- France : 29 octobre 2012 sur TF6

- États-Unis : 1,37 million de téléspectateurs[16] (première diffusion)

- Elizabeth Hurley (Diana Payne)
- Michael Michele (Serena's boss)
- Margaret Colin (Eleanor Waldorf)
- Hugo Becker (Louis Grimaldi)
- Zuzanna Szadkowski (Dorota Kishlovsky)
- Joanne Whalley (Princesse Sophie)

Tout l'épisode tourne autour de la mystérieuse grossesse découverte à la fin de la saison 4. Dorota annonce à Blair et sa mère qu'elle attend son deuxième enfant ce qui nous laisse supposer que c'est elle la mystérieuse grossesse. Mais c'est une vérité tout autre qui nous est révélée à la fin de l'épisode lorsqu'une couturière lors de l'essayage de robe de mariée de Blair, lui demande à combien elle en est. Bien que Blair essaye de le nier, la couturière ne se laisse pas duper, et ainsi nous laisse croire à l'hypothèse qu'elle soit enceinte; mais de Louis ou de Chuck, telle est la question.
C'est aussi la préparation du mariage durant cet épisode. Blair teste Louis pour savoir s'il réussira à dire non à sa mère pour la satisfaire. Dan apprend que sa nouvelle a été publiée et il soupçonne directement Vanessa. Il essaye d'empêcher ça, car elle concerne son histoire avec Blair, qu'il n'a pas envie de révéler. Pour cela, il fait appel à Louis, qui va bloquer la publication.
De son côté, Chuck profite de la vie à Los Angeles et ne se refuse rien. Il se surprend même à ne plus ressentir de douleur, tant au niveau psychologique que physique. Serena, quant à elle, a trouvé un travail pour un producteur de film à Hollywood. Elle est dirigée par son superviseur, qui ne lui rend pas la tâche facile. À cause de ça, elle commet une erreur qui aurait pu lui coûter son poste, si une employée n'avait pas été intéressée par son travail. Nate rencontre et a une relation avec une femme cougar rencontrée lors d'une soirée, qu'il reverra par la suite.

### Épisode 2:La Belle et la fête
- États-Unis : 3 octobre 2011
- Québec : 4 septembre 2012 sur VRAK.TV

- États-Unis : 1,34 million de téléspectateurs[17] (première diffusion)

- Elizabeth Hurley (Diana Payne)
- Roxane Mesquida (Béatrice Grimaldi)
- Zuzanna Szadkowski (Dorota Kishlovsky)
- Brian J. Smith (Max)

### Épisode 3:Paternité revendiquée
- États-Unis : 10 octobre 2011
- Québec : 11 septembre 2012 sur VRAK.TV

- États-Unis : 1,27 million de téléspectateurs[18] (première diffusion)

- Elizabeth Hurley (Diana Payne)
- Sheila Kelley (Carol Rhodes)
- Zuzanna Szadkowski (Dorota Kishlovsky)

Serena et Charlie sont de retour à New York. Charlie essaye de trouver plusieurs raisons pour s'en aller, mais il se trouve qu'elle se plaît dans l'Upper East Side, et décide de rester tout en se faisant passer pour la fille de Carol. Celle-ci, d'ailleurs ne voit pas ça d'un très bon œil. Nate fait ses premiers pas dans le travail de journaliste auprès de Diana. Il est confronté à des choix moraux qui ne le laissent pas indifférents. Pendant ce temps, Dan est toujours en plein dilemme avec son livre. Il demande l'aide de son ancien mentor, Noah Shapiro, qui va le pousser à révéler son identité en tant que l'auteur du livre Inside. Blair, de son côté, essaye d'éviter les résultats qui l'informeraient de l'identité du père de son enfant. Elle finit par découvrir que c'est Louis, et annonce à Chuck la nouvelle. Celui-ci, bien qu'il se montre indifférent, semble touché par cette nouvelle ; il semblerait ainsi qu'il ait retrouvé la capacité d'éprouver de la douleur.

### Épisode 4:La Rançon du succès
- États-Unis : 17 octobre 2011
- Québec : 18 septembre 2012 sur VRAK.TV

- États-Unis : 1,16 million de téléspectateurs[19] (première diffusion)

- Hugo Becker (Louis)
- Elizabeth Hurley (Diana)
- Zuzanna Szadkowski (Dorota Kishlovsky)

Nate demande à Serena si elle connaît une certaine Ivy (qui est en fait le vrai prénom de Charlie). La véritable identité de Charlie est découverte par Diana qui lui promet de garder son secret.
Dan a réuni son père, Lily, Charlie et ses amis afin de leur révéler qu'il est l'auteur du fameux livre “Inside”. Il leur offre un exemplaire à chacun et les invite à la soirée de lancement. Blair annonce à Dan qu'elle ne pourra pas être à la soirée, car elle va annoncer sa grossesse aux parents de Louis. Mais quand Louis se met en colère et annule la soirée après avoir lu le roman de Dan, Blair le lit aussi et est choquée à la lecture du livre car Dan révèle qu'il aurait eu une relation sexuelle avec elle. Quant à Nate, Chuck lui explique que Dan a rendu son personnage un peu plus « gay » et qu'il l'a carrément confondu avec Eric. Serena apprend que Dan a fait de son personnage une fille insensible, égoïste et irresponsable.
Blair et Serena qui sont toutes les deux très énervées viennent donc à la soirée de Dan pour régler leurs comptes: le livre de Dan met en effet en péril le couple de B et la carrière de S.
Louis quitte Blair qui croit vraiment qu'elle a couché avec Dan, celle-ci lui dit qu'ils ne sont plus rien même pas ami. Serena et Dan s'expliquent car elle se dit blessée car au lycée elle pensait qu'il était la seule personne qui la comprenait vraiment. Ils se quittent fâchés. Nate n'est même pas venu à la fête.
Après une réflexion de la rédactrice de Dan, Chuck, dont le personnage meurt à la fin du roman, se rend compte qu'il est seul et triste.
Dan vivra donc sa grande soirée seulement en compagnie de son père et de Lily.
Pourtant, bien que son père soit resté et n'ait rien dit durant la soirée, Rufus dit à Dan le lendemain qu'il se sent blessé de la façon dont son personnage est décrit dans le livre : un musicien passé de mode qui se marie pour l'argent. Comme les autres, il tourne donc le dos à son fils qui se retrouve seul, comme le personnage de son roman.

### Épisode 5:Jeux d'influences
- États-Unis : 24 octobre 2011
- Québec : 25 septembre 2012 sur VRAK.TV

- États-Unis : 1,36 million de téléspectateurs[20] (première diffusion)

- Hugo Becker (Louis Grimaldi)
- Margaret Colin (Eleanor Waldorf)
- Wallace Shawn (Cyrus Rose)
- Michael Michele (Serena's boss)
- Elizabeth Hurley (Diana Payne)
- Joanne Whalley (Princesse Sophie)
- Roxane Mesquida (Princesse Béatrice Grimaldi)

Alors que Blair célèbre Yom Kippour avec sa famille et ses amis, elle et Louis sont pris dans une lutte de pouvoir avec la famille de Louis concernant leur enfant. Car bien que Blair avait prévu que l'enfant soit élevé à New-York, pour la famille monégasque c'est une tout autre histoire, et Béatrice la sœur de Louis ne cesse d'envenimer les choses. Pendant ce temps, la patronne de Serena la met dans la position délicate de choisir entre son nouveau travail et sa relation avec Dan pour qu'elle puisse obtenir les droits de produire en film son livre, et Diana prépare à lancer le New York Spectator, un site du même type que Gossip Girl. Une malheureuse surprise de dernière minute retarde le lancement, cependant, Diana s’attend à ce que Nate, son stagiaire/jouet sexuel, fasse tout ce qu’il faut pour sauver la journée. Elle attend aussi d'Ivy qu'elle se mette un peu plus au boulot. Celle-ci décide de se plonger dans l'histoire de famille quand Lily et Bart était marié. Il semblerait que Diana soit concerné dans le dossier de Bart, et brûle les preuves. Quant à Chuck, il essaye de séduire une thérapeute d'âge mûr, qui lui donne du fil à retordre. Cette dernière finit par lui faire avouer qu'il a des problèmes d'ordre sentimentaux.

### Épisode 6:Aux frais du Prince
- États-Unis : 7 novembre 2011
- Québec : 2 octobre 2012 sur VRAK.TV

- États-Unis : 1,26 million de téléspectateurs[21] (première diffusion)

- Hugo Becker (Louis Grimaldi)
- Elizabeth Hurley (Diana Payne)
- Zuzanna Szadkowski (Dorota Kishlovsky)
- Amanda Setton (Penelope Shafai)
- Michael Michele (Serena's boss)

Il est temps pour Blair de choisir ses demoiselles d’honneur pour son mariage royal. Elle organise donc une compétition entre ses anciennes sous-fifres et Charlie. De son côté Nate en a marre de cacher sa relation avec Diana et décide avec Charlie de la rendre jalouse (coup monter de Charlie pour que elle gagne la compétition de B. et deviens la demoiselles d'honneur). La boss de Serena prépare un scénario pour le film sur le livre de Dan. Elle voudrait l'adapter d'une certaine manière qui ne plaît pas à Dan, et Serena essaye de toute faire pour empêcher cela. À la fin, S. est virée de son travail car elle a essayé d'aider Dan comme elle lui avait promis. Diana l'engage pour qu'elle écrive sur sa nouvelle rubrique à propos des rumeurs de l'Upper East Side, dans le but de détrôner Gossip Girl. Chuck continue ses rendez-vous avec sa thérapeute, qui est payée par Louis pour qu'elle lui fasse péter un câble, et par le même chemin montrer à Blair combien Chuck est néfaste. Chuck l'apprend et le révèle au grand jour. Dans une dispute, Louis avoue à Blair qu'il sait pour le test de paternité. (Ils se sont disputés car Blair trouvait inadmissible ce que le prince Louis a fait et a traité ce dernier du plus grand roi des manipulateurs.)

### Épisode 7:La Mascarade
- États-Unis : 14 novembre 2011
- Québec : 9 octobre 2012 sur VRAK.TV

- États-Unis : 1,24 million de téléspectateurs[22] (première diffusion)

- Elizabeth Hurley (Diana Payne)
- Zuzanna Szadkowski (Dorota Kishlovsky)
- Brian J. Smith (Max)

Chuck organise une soirée masquée. Il veut prouver au monde et à son entourage qu'il n'est plus le même homme, mais Blair n'en est pas convaincu. Elle décide lors de la soirée de le tenter, et il y répond en l'embrassant. Elle repart satisfaite, mais il s’avérait que ce n'était qu'une ruse de Dorota pour protéger Blair.
De son côté, Serena subit le syndrome de la page blanche, et n'est plus tellement sûre de la justesse de son travail. Elle fait par hasard la rencontre de Max, l'ex de Charlie (en réalité Ivy), partit à la recherche de cette dernière.
Quant à Nate, il n'est plus tellement sûr que son couple fonctionne. Diana lui propose d'être un peu plus libre. Il ne cesse donc de tourner autour de Charlie, qui risque de perdre son travail si elle n'arrête pas d'attirer Nate, juste pour rendre jalouse Diana. Alors que Nate et Charlie traînaient ensemble, elle voit soudainement Max, et décide d'embrasser Nate pour ne pas se faire repérer, quelqu'un a pris une photo et la publier sur Gossip girl, ce qui n'a pas plu à Diana.
Lors de la soirée masquée, Diana, pour parvenir à ses fins, orchestre un stratagème. Elle y invite Serena, Max, Charlie et Nate, respectivement venus ensemble. Alors que Serena et Max se sont posé mutuellement un lapin, Charlie a reçu comme mission par Diana d'aller embrasser Max bien qu'elle ne sache pas que c'est lui, en pensant que c'est Nate, tout ça devant les yeux de Nate. Charlie découvre la ruse, et tente de s'expliquer devant Max. Elle essaye de le faire partir, mais il est obstiné à sortir avec Serena, ce qui la met dans un sacré pétrin. Nate, lui, est convaincu que Charlie s'est servie de lui, et retourne auprès de Diana. Quant à Charlie, elle est virée, et peut s'attendre à ce que son identité soit révélée. Serena se remet en selle, et continue son travail.

### Épisode 8:Retour aux sources
- États-Unis : 1,35 million de téléspectateurs[23] (première diffusion)

- Elizabeth Hurley (Diana Payne)
- James Naughton (William Vanderbilt)
- Hugo Becker (Louis Grimaldi)
- Amanda Setton (Penelope Shafai)
- Brian J. Smith (Max)

Serena organise une soirée en l'honneur de la future mariée, mais lui ment sur certains détails pour garder la surprise. Louis commence à émettre l'idée que les amies de Blair ne sont pas fiables et qu'elle devrait arrêter de les voir. Bien que celle-ci pense le contraire, elle commence à douter quand elle apprend par ses sous-fifres que ce ne sera pas une soirée inoubliable (ce qui est un mensonge). Pendant ce temps, Diana demande à Nate de trouver enfin un élément qui fera détrôner Gossip Girl. Grâce à Jonathan, l'ex d'Eric, il reçoit la liste de ses sources anonymes, et en informe Serena qui le défend de la publier. Louis, qui a pris connaissance de cette liste, prend les devants et la publie pour révéler à Blair à quel point ses amies ne sont pas fiables. Nate soupçonne Diana d'avoir diffusé la liste, alors qu'elle est de mèche avec le grand-père de Nate pour que son petit-fils atteigne une haute place dans la société. Elle se dénonce, car elle est tenue par un secret qui la concerne, et ne veut pas que William le révèle. C'est donc la fin de la relation Diana-Nate.
De son côté, Charlie reçoit la visite de Max. Elle invente un mensonge qui tient la route mais il ne se laisse pas entuber, et fait du chantage auprès d'elle pour qu'elle lui donne de l'argent.

### Épisode 9:C & I: Ma vie en Rhodes
- États-Unis : 28 novembre 2011
- Québec : 23 octobre 2012 sur VRAK.TV

- États-Unis : 1,32 million de téléspectateurs[24] (première diffusion)

- Caroline Lagerfelt (Celia Catherine « CeCe » Rhodes)
- Sheila Kelley (Carol Rhodes)
- James Naughton (William Vanderbilt)
- Aaron Tveit (William Sebastien « Seb » (Tripp) Vanderbilt)
- Zuzanna Szadkowski (Dorota Kishlovsky)
- Brian J. Smith (Max)

Une fête est organisée en l'honneur de Cece chez les Van der Woodsen. Max continue de faire du chantage à Charlie, et en même temps sort avec Serena. Carol et Charlie tente d'obtenir l'argent demandé par Max par Cece, mais celle-ci reste assez réservée. De plus, Charlie essaye d'éloigner Serena et Max. Alors qu'elle écoutait une discussion, Serena apprend l'identité de Charlie et la réunit avec Max pour avoir une explication. Sa cousine réussit à mentir et à faire passer Max pour un maître chanteur, ainsi elle retrouve une vie normale. Par le même temps, la cousine Charlie apprend secrètement que Cece est malade, et ne doit le dire à personne.
Pendant ce temps, Nate apprend que Maureen trompe son cousin Tripp et voudrait le publier dans son journal dont il est devenu le rédacteur en chef, et ainsi cela permettrait que le journal soit considéré comme impartial. Il s'agit finalement d'une mascarade de la part de Maureen qui veut faire gagner des électeurs à Tripp. Nate décide quand-même de révéler la vérité au grand jour, sans penser aux conséquences sur sa famille. Il gagne finalement le respect de son grand-père William et des lecteurs.
De son côté, Blair suit Chuck tout au long de la journée pour découvrir comment il fait pour être devenu un homme bon, et donner le secret à son fiancé Louis. Bien que Chuck essaye de se débarrasser d'elle, il finit par avouer qu'en jetant la bague qui était destinée à Blair, cela lui a permis d'avancer. Elle est bouleversée d'apprendre ça, et se sent mal.

### Épisode 10:B: aux abois
- États-Unis : 5 décembre 2011
- Québec : 30 octobre 2012 sur VRAK.TV

- États-Unis : 1,28 million de téléspectateurs[25] (première diffusion)

- James Naughton (William Vanderbilt)
- Aaron Tveit (William Sebastien « Seb » (Tripp) Vanderbilt)
- Zuzanna Szadkowski (Dorota Kishlovsky)
- Brian J. Smith (Max)

À la suite de sa « séparation » avec le Prince Louis, Blair est poursuivie par la presse à scandales et se réfugie à Brooklyn, dans le loft de Dan. Ce dernier ne sait s'il doit lui avouer ses sentiments, car la jeune fille est en plein désarroi, hésitant entre un mariage raisonnable avec Louis, et son récent retour de flamme pour Chuck. Elle fait son choix en appelant son ancien petit ami, qui lui réponds qu'à ses yeux, la meilleure chose est de rester avec le père de son bébé.
Chez les Rhodes, une soirée est organisée en l'honneur de Charlie, afin qu'elle soit présentée à l'élite new-yorkaise. Mais Max continue de la menacer de révéler sa véritable identité, notamment en vendant l'histoire à la presse. Dan, qui a vu Blair malheureuse à la suite de sa conversation avec Chuck, l'emmène à cette même soirée incognito, dans une pièce à part, pour qu'ils puissent se parler. C'est là que Chuck avoue à Blair l'aimer encore et être capable d'élever son bébé comme s'il était le sien. Ils décident de se remettre ensemble et Blair d'annuler son mariage. Charlie envoie leur lieu de rendez-vous à Gossip Girl, ce qui a pour effet de détourner la presse de son intronisation pour suivre la future princesse de Monaco.

### Épisode 11:Résolutions secrètes
- États-Unis : 16 janvier 2012
- Québec : 6 novembre 2012 sur VRAK.TV

- États-Unis : 1,29 million de téléspectateurs[26] (première diffusion)

- Hugo Becker (Louis Grimaldi)
- Ella Rae Peck (Charlotte « Lola » Rhodes)
- Vera Wang (elle-même)

Trois semaines après l'accident, on apprend que Blair a perdu son bébé, et que Louis et Chuck ont des doutes à propos de ses agissements. En effet, elle ne parle plus à personne excepté Dan, s'est éloignée soudainement de Chuck, alors qu'elle lui avait promis qu'elle resterait avec lui, et compte se marier avec Louis. Chuck et Louis en concluent que Dan est son amant. Finalement, elle avoue à Serena lors de la soirée pour le nouvel an au Spectator que lorsqu'elle priait à l'église, elle promit qu'elle se marierait avec Louis si Chuck se rétablissait. Tenue par un devoir moral, elle abandonne l'idée de former à nouveau un couple avec Chuck, bien qu'elle en souffre. Blair cache ce secret à Chuck et Louis, et Serena et Dan l'aident donc à le couvrir.
De son côté, Lily est à la recherche de Charlie, et apprend qu'elle est toujours à New York, mais il s'agit de la vraie Charlie, vraie fille de Carol, qui est à New-York.

### Épisode 12:B+B: Enterrement de vie de jeune fille
- États-Unis : 23 janvier 2012
- Québec : 13 novembre 2012 sur VRAK.TV

- États-Unis : 1,11 million de téléspectateurs[27] (première diffusion)

- Roxane Mesquida (Béatrice Grimaldi)
- Amanda Setton (Penelope Shafai)

L’enterrement de vie de jeune fille est imminent pour Blair. Sans faire attention, elle se confie au prêtre de la cour de Monaco sur ses sentiments pour Chuck, et sur son intention de changer de prêtre pour sa famille. Malheureusement pour elle, Chuck continue de la surveiller et compte se rendre à sa petite fête, en vue de découvrir le revirement de situation quant à ses sentiments pour lui. Le prêtre et Béatrice mettent au point un plan pour empêcher le mariage d'avoir lieu. Blair, totalement en confiance avec sa belle-sœur, décide de changer son lieu pour célébrer son enterrement de vie de jeune-fille dans un bar à ses côtés. Le soir venu, elle boit et devient soûl rapidement, puis se fait arrêter par la police. Béatrice change d'avis quant à son alliance avec le prêtre, et supprime les photos et vidéos compromettantes sur l'arrestation de Blair. La jeune fiancée comprend rapidement qu'il s'agit d'un coup monté, et finit par accuser Chuck qui était présent à la soirée. Tout se termine bien pour Blair, seulement avec une gueule de bois, mais on ne peut pas en dire autant pour Béatrice, qui est menacé par le prête, car il compte encore mentir à la princesse Sophie de Monaco au sujet de Béatrice, celle-ci étant très proche de son prêtre.
De son côté, Nate essaye toujours de découvrir la vérité au sujet de l'accident, tout ça avec l'aide de Gossip Girl. Il découvre finalement que cet accident a été causé par son cousin Tripp. Il monte un plan avec Serena pour le piéger, bien que celle-ci ne soit pas ravie qu'il s'allie avec Gossip Girl. Tripp avoue et se rend à la police par le même temps. C'est aussi l'occasion pour lui de se révolter contre son grand-père, qui jusque-là n'a cessé de créer une compétition entre les deux cousins.
Serena, quant à elle, démarre tout juste dans sa chronique, et a déjà beaucoup de lecteurs. Elle commence aussi à éprouver des sentiments pour Dan : en effet, alors que Blair a donné son feu vert pour que leur fausse relation amoureuse puisse se terminer, elle décide tout de même de la prolonger, en lui faisant croire que Blair veut encore attendre le mariage.

### Épisode 13:Le Visage de G.G.
- États-Unis : 30 janvier 2012
- Québec : 20 novembre 2012 sur VRAK.TV

- États-Unis : 1,39 million de téléspectateurs[28] (première diffusion)

- Michelle Trachtenberg (Georgina Sparks)
- Margaret Colin (Eleanor Waldorf)
- Wallace Shawn (Cyrus Rose)
- John Shea (Harold Waldorf)
- Hugo Becker (Prince Louis Grimaldi)
- Joanne Whalley (Princesse Sophie)
- Ella Rae Peck (Charlotte « Lola » Rhodes)
- Zuzanna Szadkowski (Dorota Kishlovsky)
- Amanda Setton (Penelope Shafai)

Le grand jour est arrivé. Blair est sur le point de se marier. Mais Georgina est déterminée à tout compliquer. Lorsqu'elle attend dans une salle de se marier, elle fait une crise de panique. La conversation par la suite avec Chuck ne facilite pas la tâche de Blair qui l'aime toujours mais qui ne peut se résoudre à annuler le mariage. Après la diffusion du post de Gossip Girl et l'enregistrement de leur conversation diffusée dans l'église devant tous les invités, elle décide de s'enfuir. Louis la rejoint pour lui demander des explications. Elle lui promet de ne plus jamais l'embarrasser de la sorte. Louis a du mal à encaisser tous les événements. Mais Blair se montre persuasive. Elle lui affirme qu'à la fin de l'enregistrement, c'est lui qu'elle a choisi et pas Charles Bass. Ils se marient donc, dansent leur première danse. Mais lors de cette danse, Louis lui fait une confession. Pendant que Blair s'enfuyait, la mère de Louis a réussi à le convaincre que cette humiliation était la goutte d'eau qui a fait déborder le vase. Alors qu'elle lui avoue qu'elle est plus qu'heureuse que ce mariage ait eu lieu, Louis lui affirme que ce mariage n'est qu'un contrat. Louis ne lui laisse même pas le choix : « Notre mariage n'est qu'un show. Tu souriras aux photographes, resteras à mes côtés. Mais quand nous serons seuls, nous serons des étrangers. Ce mariage ne sera pas terminé avant que je le dise ». Blair qui pensait avoir fait le bon choix, qui a renoncé à Chuck et à son vrai amour s'aperçoit que son monde s'effondre. Elle appelle Dan pour qu'il vienne la chercher et part.

### Épisode 14:B & D: en cavale
- États-Unis : 6 février 2012
- Québec : 27 novembre 2012 sur VRAK.TV

- États-Unis : 1,25 million de téléspectateurs[29] (première diffusion)

- Michelle Trachtenberg (Georgina Sparks)
- Zuzanna Szadkowski (Dorota Kishlovsky)
- Margaret Colin (Eleanor Waldorf)
- Ella Rae Peck (Charlotte « Lola » Rhodes)
- Hugo Becker (Louis Grimaldi)

Georgina Sparks est bien de retour et soyons honnêtes, nous pouvons que nous en réjouir. Nous sommes tous restés bouche bée lors des dernières secondes du centième épisode. Georgina serait Gossip Girl ! Cette annonce a beaucoup fait parler. Ceux qui n'étaient pas satisfaits vont être heureux d'apprendre que Georgina n'est pas la vraie Gossip Girl. Georgina a admis avoir remplacé la blogueuse d'origine depuis l'accident de Chuck et Blair. Alors où se cache la vraie Gossip Girl ? Mais surtout, pourquoi se cache-t-elle ? Comment pourrait-elle avoir peur de Serena, Nate et les autres après les avoir affronté pendant plus de quatre ans ? Nous aurons probablement une réponse d'ici la fin de la saison. En attendant, on se doute que Georgina soit épargnée lorsque l'authentique Gossip Girl fera son retour. La blogueuse ne va certainement pas apprécier que quelqu'un se fasse passer pour elle. La vie de Blair va être très dure à vivre. Elle a raconté à Dan toute l'histoire du mariage, de la discussion avec Louis… Elle lui confie vouloir s'envoler pour la République dominicaine afin d'annuler le mariage. Quand Dan lui demande si elle est sûre de ce qu'elle fait, elle répond « Qu'est-ce que je peux faire d'autre? ».
Une fois à l'aéroport, elle ne peut pas réserver de billets faute de passeport qu'elle n'a pas sur elle. Louis, qui a été averti par sa mère de la disparition de Blair décide d'avertir la presse afin de pouvoir la localiser. À ce moment, Dan et Blair quittent l'aéroport pour se cacher dans un hôtel où Serena et Chuck les retrouvent grâce à l'aide de Dorota. Lors de ces petites retrouvailles, Blair découvre que l'appareil photo qui a filmé sa confession est dans le sac de Serena. Cette dernière lui fait croire que c'est elle qui a saboté son mariage car elle pense protéger Chuck. Enfin nous apprenons que Blair doit vivre un an marié à Louis pour qu'elle puisse retrouver sa liberté. Comment Blair va-t-elle vivre cette année ? Louis va-t-il lui faire regretter de l'avoir ridiculisé ? Pourrait-il lui pardonner ? Serena et Dan : une histoire terminée pour de bon :

### Épisode 15:La Tentation de Cupidon
- États-Unis : 13 février 2012
- Québec : 4 décembre 2012 sur VRAK.TV

- États-Unis : 1,13 million de téléspectateurs (première diffusion)

- Kaylee DeFer (Ivy Dickens)
- Michelle Trachtenberg (Georgina Sparks)
- Ella Rae Peck (Charlotte « Lola » Rhodes)
- Zuzanna Szadkowski (Dorota Kishlovsky)
- Matt McGorry (Personal shopper)

Nate se montre légèrement trop collant avec la jolie Lola. La vraie Charlotte Rhodes aurait en effet grandement tapé dans l'œil de celui-ci. Mais celle-ci ne semble pas intéressée ce qui pousse Nate à s'accrocher encore plus et jusqu'à appeler le patron de Lola pour avoir son numéro. Nate finit donc par l'inviter pour la Saint Valentin mais celle-ci refuse pour cause de surcharge de travail. Heureusement pour lui, Gossip Girl se charge de lui improviser une fête surprise façon « retour dans les années lycées ». Au départ mécontent, Nate va vite se servir de ce prétexte pour faire venir Lola en tant que serveuse pour la soirée. L'occasion pour lui de se retrouver en tête à tête avec celle qui fait chavirer son cœur. Pas de bol cependant, la jeune fille n'accepte pas non plus cette proposition. Heureusement, Chuck est là et se propose de transférer la fête à l'hôtel Empire. Lola est donc présente et Nate compte bien tout faire pour la séduire.
Blair s'en veut d'avoir fui avec Dan car elle sait que Serena n'a pas apprécié. Elle décide donc de s'improviser cupidon pour permettre à Dan et Serena de se remettre ensemble. Le stratagème semble même fonctionner. Les deux ex-tourtereaux se retrouvent dans un chic restaurant. Blair va jusqu'à engager un vieux couple pour attendrir Dan et Serena. Pourtant, très rapidement, les deux personnages trouvent tout ça très louche. Serena va d'ailleurs vite découvrir qui se cache derrière la supercherie. À la suite d'une explication avec Blair, elle ne lui en veut finalement pas le moins du monde. Elle est même reconnaissante à son amie de faire ça pour elle. Et Blair ne souhaite pas en rester là. Pourtant, l'amitié entre les deux jeunes filles va vite prendre fin.
On découvre que c'est en fait Dan qui a envoyé la vidéo de Blair déclarant sa flamme à Chuck lors de son mariage. Une information très précieuse détenue par Georgina, se faisant maintenant passer pour Gossip Girl. Celle-ci ne va d'ailleurs pas hésiter une seconde à en user pour mener à bien ses plans de vengeance. Car la jeune femme souhaite bien faire exploser la Saint Valentin de tous. C'est pour cette raison qu'elle va organiser cette soirée spéciale « retour dans les années lycées ». L'occasion d'avoir toutes ses cibles sous la main. Malheureusement, peu d'invités semblent au rendez-vous. Et surtout pas les principaux intéressés. Georgina se sert donc de Dan pour faire venir Blair. Mais ce n'est pas tout. Elle va même le pousser à faire des choses qu'il pourrait vite regretter. Blair et Dan s'embrassent, Serena et Georgina les prend en photo. Blair est très claire lorsque Dan lui demande ce qu'elle ressent. Elle ne fera jamais rien qui puisse blesser Serena. Ce qui implique de ne pas trop s'approcher de lui.
Dan découvre que Georgina se fait passer pour Gossip girl. Elle expose à Dan pourquoi Blair doit rester marier à Louis et montre la photo de Dan et Blair à Chuck.

### Épisode 16:C & I: Le face à face
- États-Unis : 20 février 2012
- Québec : 11 décembre 2012 sur VRAK.TV

- États-Unis : 1 million de téléspectateurs[30] (première diffusion)

- Kaylee DeFer (Ivy Dickens)
- Caroline Lagerfelt (Celia Catherine « CeCe » Rhodes)
- Sheila Kelley (Carol Rhodes)
- Ella Rae Peck (Charlotte « Lola » Rhodes)
- Zuzanna Szadkowski (Dorota Kishlovsky)

### Épisode 17:La Succession
- États-Unis : 27 février 2012
- Québec : 18 décembre 2012 sur VRAK.TV

- États-Unis : 1,11 million de téléspectateurs[31] (première diffusion)

- Michelle Trachtenberg (Georgina Sparks)
- William Baldwin (William Van der Woodsen)
- Sheila Kelley (Carol Rhodes)
- Ella Rae Peck (Charlotte « Lola » Rhodes)
- Zuzanna Szadkowski (Dorota Kishlovsky)

Après la mort de Cece, Lily et Carol apprennent que leur mère a voulu organiser sa propre veillée funèbre qui est pour le moins inappropriée. Serena y a invité sa vraie cousine Charlie pour qu'elle découvre dans quel monde elle vit. Elle y rencontre Georgina et Ivy, bien que cette dernière ne soit pas très bien appréciée par les Van der Woodsen. Georgina lui fait comprendre que si sa mère lui a caché l'existence de sa famille, c'est qu'il y a une raison, et c'est ce que Charlie va essayer de découvrir quand elle voit le père de Serena, William. De leur côté, Lily et Carol ne cesse de se disputer. Elles apprennent que finalement, l'exécuteur testamentaire est William. Aussi, durant l'annonce du testament, les Van der Woodsen apprennent que Cece a légué presque toute sa fortune à Ivy, dont elle connaissait la vraie identité. Coup dur pour les VDW, qui sont atterrés. L'appartement de Lily appartenant à Cece, c'est Ivy qui en hérite, et par vengeance décide de mettre Rufus et Lily à la porte. Charlie, quant à elle, ne veut plus rien avoir à faire avec cette famille, qui ne cesse de se disputer et de se déchirer pour un testament.
Pendant ce temps, Blair s'allie avec Estee pour que le mariage prenne fin sans que les Waldorf aient à payer une dot, à condition que Blair reste discrète. Il se trouve que finalement, Estee faisait alliance avec Georgina, qui ne s'est pas gêné pour afficher Blair sur Gossip Girl, tout en faisant croire que c'est Dan qui essayait de trahir la jeune mariée. Et ce n'était pas la seule manigance, car durant tout l'épisode, Georgina tirait les rênes, et anéantissait tous les plans de Blair. Chuck a même essayé d'en profiter en dévoilant l'identité de celui qui a humilié B. durant son mariage, mais il obtient un résultat tout autre que celui qu'il espérait. Blair lui avoue que bien qu'elle l'aime et qu'elle l'aimera toujours, leur relation n'existera jamais. Après toutes ces histoires, Georgina revient vers Blair et lui propose un marché : elle l'aide à en finir avec son mariage, et en échange elle lui laisse faire de sa vie un enfer après cela. Quant à Blair, elle revient vers Dan sans rancunes.

### Épisode 18:Gossip Girl 3.0
- États-Unis : 2 avril 2012
- Québec : 8 janvier 2013 sur VRAK.TV

- États-Unis : 970 000 téléspectateurs[32] (première diffusion)

- Desmond Harrington (Jack Bass)
- William Baldwin (William Van der Woodsen)
- Ella Rae Peck (Charlotte « Lola » Rhodes)
- Zuzanna Szadkowski (Dorota Kishlovsky)

Lily, Rufus, William et Serena essayent de tout faire pour récupérer l'héritage d'Ivy. William fait croire à sa famille qu'Ivy lui a proposé un pot-de-vin, cela permettant qu'ils puissent la traîner en justice, et avoir une chance de récupérer ses biens. La réalité est que celle-ci organise une fête pour rendre hommage à Cece, et William lui a demandé de l'argent pour qu'en échange il organise tout, ce qui n'est clairement pas un pot-de-vin. La signature du chèque servirait ainsi de preuve. De son côté, Serena reçoit un mystérieux colis de Georgina, lui donnant accès à Gossip Girl. Elle aimerait aussi beaucoup écrire sur son blog à propos de l'histoire avec Ivy. Elle apprend par sa cousine Charlie l'histoire du pot-de-vin, et souhaiterait le retranscrire dans son article, mais elle est bloquée par Nate. Quelqu'un serait susceptible d'investir dans le Spectator s'il obtient l'exclusivité sur cette histoire. Serena ne se laisse pas faire, s'agissant d'une histoire de famille, et publie sur Gossip Girl en accusant Ivy. Le soir venu, les Van der Woodsen se rendent à la fête. Bien qu'Ivy aimerait repartir de zéro avec eux, ils restent réticents et continuent de l'accuser d'escroquerie. Grâce à Gossip Girl, Ivy se rend compte de la supercherie. Tout allait tomber à l'eau, jusqu'à ce que Charlie déclare qu'elle servira de témoin pour l'affaire, après avoir longuement discuté avec Serena. Ivy est désespérée.
De leur côté, Dan et Blair ont fait l'amour pour la première fois, première fois qu'ils ont avoué pas terrible. Inquiets pour leur couple, ils se soûlent chacun de leurs côtés, et retentent l'expérience : tout va beaucoup mieux.
Quant à Chuck, après avoir découvert que son oncle Jack avait accepté de lui donner son sang, il le remercie en donnant son nom à un pavillon de l'hôpital. Mais Chuck découvre que celui-ci n'a pas pu donner son sang, car il est atteint de l'hépatite C. Il se rend compte que c'est sa mère, seule autre donneur compatible, et demande à son détective de la retrouver.

### Épisode 19:B & S: Fin de règne
- États-Unis : 9 avril 2012
- Québec : 15 janvier 2013 sur VRAK.TV

- États-Unis : 980 000 téléspectateurs[33] (première diffusion)

- Elizabeth Hurley (Diana Payne)
- Ella Rae Peck (Charlotte « Lola » Rhodes)
- Aaron Schwartz (Vanya)
- Zuzanna Szadkowski (Dorota Kishlovsky)

### Épisode 20:D'un monde à l'autre
- États-Unis : 16 avril 2012
- Québec : 22 janvier 2013 sur VRAK.TV

- États-Unis : 1,06 million de téléspectateurs[34] (première diffusion)

- Elizabeth Hurley (Diana Payne)
- Ella Rae Peck (Charlotte « Lola » Rhodes)
- Aaron Schwartz (Vanya)

Rufus vit toujours séparé de Lily. Après avoir parlé avec Dan sur une question d'identité (il ne faut pas oublier qui on est), il reçoit la visite de Lily qui lui propose d'acheter un nouvel appartement. Il revient donc avec Lily, jusqu'à ce qu'elle apprenne que Rufus paie un hôtel et de la nourriture pour Ivy qui a tout perdu. Elle décide de lui couper l'accès à sa carte de crédit.
Pendant ce temps, Dan, après avoir parlé avec son père, décide d'emmener Blair manger dans un restaurant à Brooklyn, ce dont a horreur Blair. Ils font la connaissance d'un couple connu qui organise des petits salons où leurs deux mondes totalement opposés se retrouvent. Cela met la puce à l'oreille au couple qui en organise un. De son côté, Charlie se fait critiquer par Gossip Girl, et perd une occasion en or de pouvoir travailler avec Lars von Trier. Elle comprend vite que Serena se cache derrière tout ça et essaye de convaincre Nate, qui ne la croit pas.
Lors de la soirée organisée par le couple Blair-Dan, tout commence bien. Lola, qui a eu vent de ce salon, s'en sert pour permettre de démasquer Serena. Elle envoie donc un message à Gossip Girl par le téléphone de Dorota. Serena et Lola débarque lors de la soirée. Puis arrivent Chuck et Nate, invités par Lola. Bien que Blair et Dan n'aient pas prévu leurs venus, ils font avec et essayent de faire comme si tout était normal. Lola surprend une conversation entre Serena et Diana, qui vient juste d'arriver. Diana avait proposé à Serena de continuer de travailler sur le site, lui assurant qu'elles auraient quelque chose à gagner, mais S. comprend rapidement qu'elle cache quelque chose et veut des comptes. Lola filme tout en direct sur Gossip Girl avec le téléphone de S., incluant le passage où Diana avoue être la mère de Chuck. Ce dernier est humilié et s'en va, tout comme Nate qui a compris les manigances de Lola et lui en veut. Lola décide à la fin de partir de l'Upper East Side, comprenant que ce monde n'est pas fait pour elle.
Diana, chez Chuck, lui explique toute l'histoire. Il est bouleversé de tout cela, même si cela semble être une supercherie.

### Épisode 21:B: bassesse et mesquinerie
- États-Unis : 23 avril 2012
- Québec : 29 janvier 2013 sur VRAK.TV

- États-Unis : 990 000 téléspectateurs[35] (première diffusion)

- Elizabeth Hurley (Diana Payne)
- William Baldwin (William Van der Woodsen)
- Sheila Kelley (Carol Rhodes)
- Ella Rae Peck (Charlotte « Lola » Rhodes)
- Zuzanna Szadkowski (Dorota Kishlovsky)
- David Patrick Columbia (lui-même)

### Épisode 22:C & B: unis dans l'intrigue
- États-Unis : 30 avril 2012
- Québec : 5 février 2013 sur VRAK.TV
- France : 18 avril 2013 sur HD1

- États-Unis : 1,02 million de téléspectateurs[36] (première diffusion)

- Desmond Harrington (Jack Bass)
- Robert John Burke (Bart Bass)
- Elizabeth Hurley (Diana Payne)
- Ella Rae Peck (Charlotte « Lola » Rhodes)
- Zuzanna Szadkowski (Dorota Kishlovsky)

### Épisode 23:C: besoin de renforts
- États-Unis : 7 mai 2012
- Québec : 12 février 2013 sur VRAK.TV

- États-Unis : 830 000 téléspectateurs[37] (première diffusion)

- Elizabeth Hurley (Diana Payne)
- Ella Rae Peck (Charlotte « Lola » Rhodes)
- Robert John Burke (Bart Bass)
- Zuzanna Szadkowski (Dorota Kishlovsky)

Chuck, qui a retrouvé son père, apprend que celui-ci est toujours en danger de mort et qu'il doit continuer à se cacher. Ne voulant pas se retrouver seul une fois de plus, il demande de l'aide à Diana, mais Nate et Lola veulent leur vengeance. Diana lui dit que le concurrent qui veut la mort de Bart a une faiblesse : il aime coucher avec des jumelles. L'élite new-yorkaise décide de contacter Ivy pour qu'elle joue le rôle d'une jumelle avec Lola. Tout allait marcher parfaitement dans l'appartement jusqu'à ce qu'Andrew Tyler, le détective privé de Chuck, débarque pour leur expliquer qu'elles sont à leur tour en danger. Finalement, il ne s'agissait que d'une ruse du détective qui était de mèche avec le concurrent après avoir été menacé à son tour. Au moment des aveux lorsqu'il se fait attraper par Chuck et Bart, il se fait arrêter par la police qui a tout enregistré. Maintenant, Bart peut s'afficher devant le reste du monde sans crainte pour sa famille, la police prenant le relais. Lui et son fils retrouvent ainsi une relation soudée, qu'ils n'avaient pas auparavant.
Pendant ce temps, Nate veut toujours sa vengeance. Il veut balancer l'histoire au New-York Times en livrant l'agenda de Diana, mais il finit par renoncer par devoir moral. Il la laisse s'enfuir en Angleterre, où elle recommence une nouvelle vie. Quant à Serena, Blair l'engage pour qu'elle se fasse passer pour elle quand un homme vient pour quelques formalités à propos du voyage à Rome de Blair et Dan. En effet, B. veut aider Chuck avec son père, ce que Dan, après avoir appris la nouvelle, ne voit pas d'un très bon œil. Il doute qu'elle ne retourne avec lui, et manque de confiance en lui. À la fin, tout rentre dans l'ordre et Blair lui assure qu'elle viendra avec lui.

### Épisode 24:La roue tourne
- États-Unis : 14 mai 2012 sur The CW[38]
- Québec : 19 février 2013 sur VRAK.TV

- États-Unis : 1,14 million de téléspectateurs[39] (première diffusion)

- Margaret Colin (Eleanor Waldorf)
- Ella Rae Peck (Charlotte « Lola » Rhodes)
- Zuzanna Szadkowski (Dorota Kishlovsky)
- Aaron Schwartz (Vanya)
- Robert John Burke (Bart Bass)
- William Baldwin (William Van der Woodsen)
- Sheila Kelley (Carol Rhodes)
- Desmond Harrington (Jack Bass)
- Michelle Trachtenberg (Georgina Sparks)
- Amanda Setton (Penelope Shafai)
- Nan Zhang (Kati Farkas)